# 극대질량 블랙홀
극대질량 블랙홀(Ultramassive Black Hole)은 질량이 100억 태양 질량을 넘는 블랙홀을 말한다. 일부 천문학자들에 의해 제안된 용어이지만 특징이나 생성 기작 등에서 기존의 초대질량 블랙홀 분류와 구분해야 할 필요성이 없다고 여겨지기에 널리 사용되지는 않고 있다.

## 특징
사건의 지평선 내부에 태양계를 몇 개는 집어넣을 수 있고, 우리 은하 중심의 궁수자리 A*보다 수십 배는 더 무거운 초대질량 블랙홀을 위성처럼 거느리고 있는 등이 있다.

## 의의
당연하겠지만 ‘우주에서 가장 큰/무거운 천체’ 타이틀은 극대질량 블랙홀만이 가질 수 있다.

## 같이 보기
- 블랙홀
- 초대질량 블랙홀
- 봉황자리 A